# Olympische Winterspiele 1948/Teilnehmer (Argentinien)
| Gelbes Symbol für Goldmedaillen mit stilisierten Olympischen Ringen | Graues Symbol für Silbermedaillen mit stilisierten Olympischen Ringen | Braundes Symbol für Bronzemedaillen mit stilisierten Olympischen Ringen |
| ------------------------------------------------------------------- | --------------------------------------------------------------------- | ----------------------------------------------------------------------- |
| —                                                                   | —                                                                     | —                                                                       |

Argentinien nahm an den V. Olympischen Winterspielen 1948 in St. Moritz mit einer Delegation von 10 Athleten teil.
| Männliche Teilnehmer aus Argentinien | Männliche Teilnehmer aus Argentinien                              | Männliche Teilnehmer aus Argentinien | Männliche Teilnehmer aus Argentinien | Männliche Teilnehmer aus Argentinien |
| Sportart                             | Sportler                                                          | Disziplin                            | Platz                                | Bemerkung                            |
| ------------------------------------ | ----------------------------------------------------------------- | ------------------------------------ | ------------------------------------ | ------------------------------------ |
| Bob                                  | Justo del Carril Salvador Correa Marcello de Ridder Hector Tomasi | Viererbob                            | 12                                   |                                      |
| Bob                                  | Marcello de Ridder Hector Tomasi                                  | Zweierbob                            | 15                                   |                                      |
| Ski Alpin                            | Justo del Carril                                                  | Abfahrt                              | 63                                   |                                      |
| Ski Alpin                            | Julio Cernuda                                                     | Abfahrt                              | 95                                   |                                      |
| Ski Alpin                            | Otto Jung                                                         | Abfahrt                              | 85                                   |                                      |
| Ski Alpin                            | Otto Jung                                                         | Kombination                          | 56                                   |                                      |
| Ski Alpin                            | Otto Jung                                                         | Slalom                               | 53                                   |                                      |
| Ski Alpin                            | Gino de Pellegrin                                                 | Abfahrt                              | 91                                   |                                      |
| Ski Alpin                            | Gino de Pellegrin                                                 | Kombination                          | 60                                   |                                      |
| Ski Alpin                            | Gino de Pellegrin                                                 | Slalom                               | 43                                   |                                      |
| Ski Alpin                            | Luis de Ridder                                                    | Abfahrt                              | 68                                   |                                      |
| Ski Alpin                            | Luis de Ridder                                                    | Kombination                          | 63                                   |                                      |
| Ski Alpin                            | Luis de Ridder                                                    | Slalom                               | 42                                   |                                      |
| Ski Alpin                            | Pablo Rosenkjer                                                   | Abfahrt                              | 93                                   |                                      |
| Ski Alpin                            | Pablo Rosenkjer                                                   | Kombination                          | 64                                   |                                      |
| Ski Alpin                            | Pablo Rosenkjer                                                   | Slalom                               | 56                                   |                                      |